# Gornji Okrug
Gornji Okrug je naselje u Hrvatskoj u sastavu Grada Delnica. Nalazi se u Primorsko-goranskoj županiji.

## Zemljopis
Nalazi se na granici nacionalnog parka Risnjaka. Jugozapadno su Plajzi, jugoistočno je Biljevina, sjeverozapadno je Donji Okrug, sjeveroistočno je Razloški Okrug.

## Stanovništvo
| broj stanovnika | 25    | 15    | 13    | 14    | 22    | 24    | 18    | 18    | 29    | 9     | 9     | 8     | 8     | 5     | 4     | 2     | 2     |
|                 | 1857. | 1869. | 1880. | 1890. | 1900. | 1910. | 1921. | 1931. | 1948. | 1953. | 1961. | 1971. | 1981. | 1991. | 2001. | 2011. | 2021. |